# Festival de Jazz Terrassa

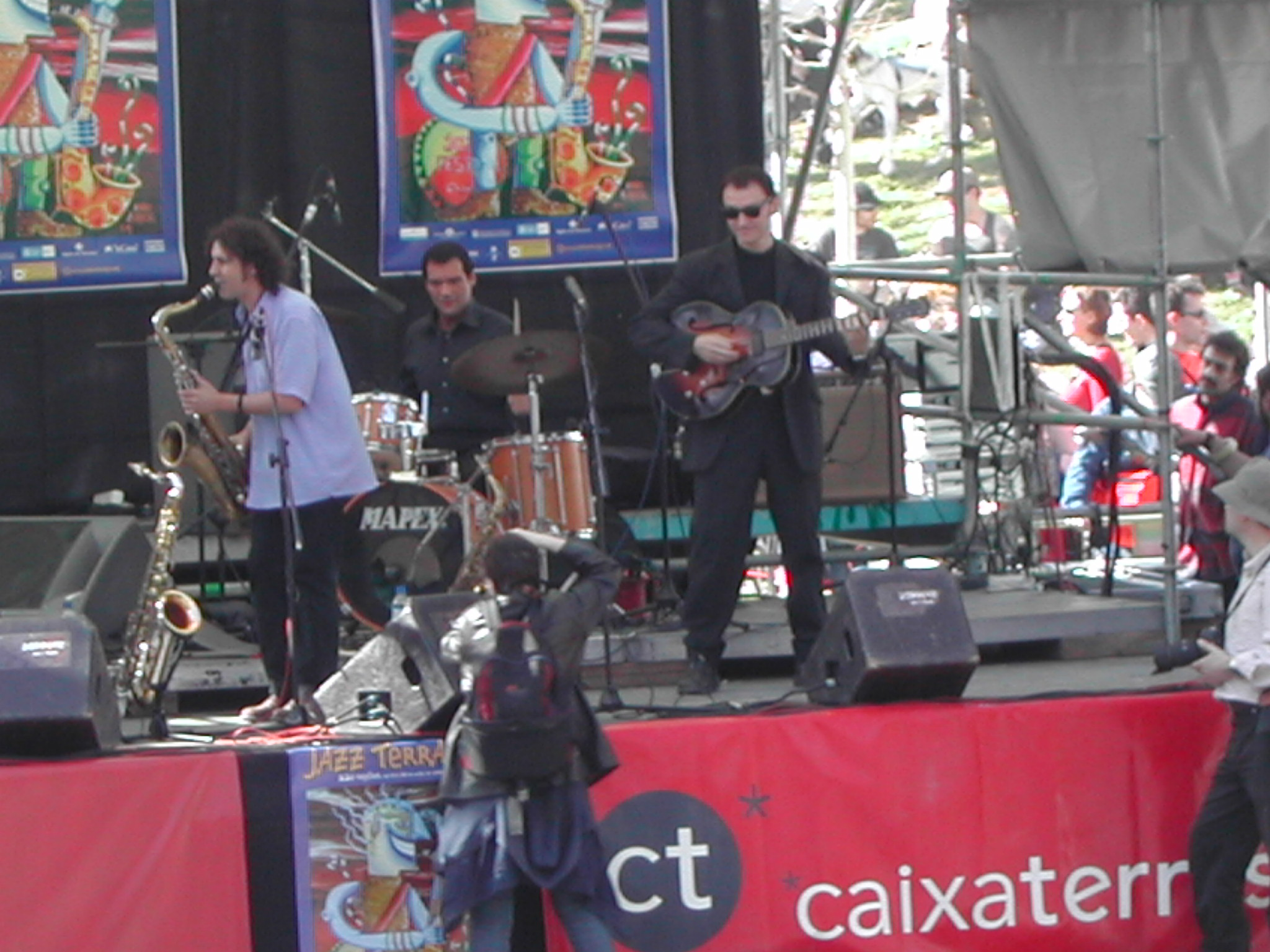
Escenari situat al parc de Vallparadís durant el Festival de Jazz Terrassa 2003

El Festival de Jazz Terrassa és un certamen que té lloc un cop cada any, des de 1982, a l'esmentada capital vallesana, que engloba un conjunt d'actuacions i activitats relacionades amb el jazz. Va néixer l'any 1982 (un any abans s'havien celebrat els 10 anys de l'existència de la Jazz Cava), promogut per Jazz Terrassa, el club de jazz d'Amics de les Art i Joventuts Musicals d'aquesta ciutat. Aquest festival s'ha pogut realitzar des de llavors, cada any, amb la col·laboració d'entitats com l'Ajuntament de Terrassa, la Generalitat de Catalunya, la Diputació de Barcelona, la Caixa de Terrassa, etc. Però sobretot el Festival de Jazz Terrassa es realitza gràcies a la mateixa Jazz Cava (local neuràlgic de la ciutat amb actuacions de jazz tot l'any).
El festival ja fa més d'un quart de segle que dura, i durant aquests anys han passat per Terrassa prop de 3.500 músics i hi han tingut lloc més de 800 concerts, exposicions, vídeos, cinema, conferències, homenatges... Als seus escenaris hi han actuat músics, ja morts, com Stan Getz, Chet Baker, Dexter Gordon, Tete Montoliu, Dizzy Gillespie, Stéphane Grappelli, Elvin Jones, Art Blakey, Phil Guy o Ray Brown. L'activitat més multitudinària del Festival de Jazz Terrassa és el Pícnic Jazz, que s'organitza al Parc de Vallparadís (també molt concorregut a Terrassa). En aquest pícnic s'hi ofereixen concerts a l'aire lliure durant tot el dia, a més de paradetes on es pot comprar menjar, beguda, samarretes, etcètera.